# Stadium Putra
Koordinaten: 3° 3′ 13,4″ N, 101° 41′ 36,8″ O

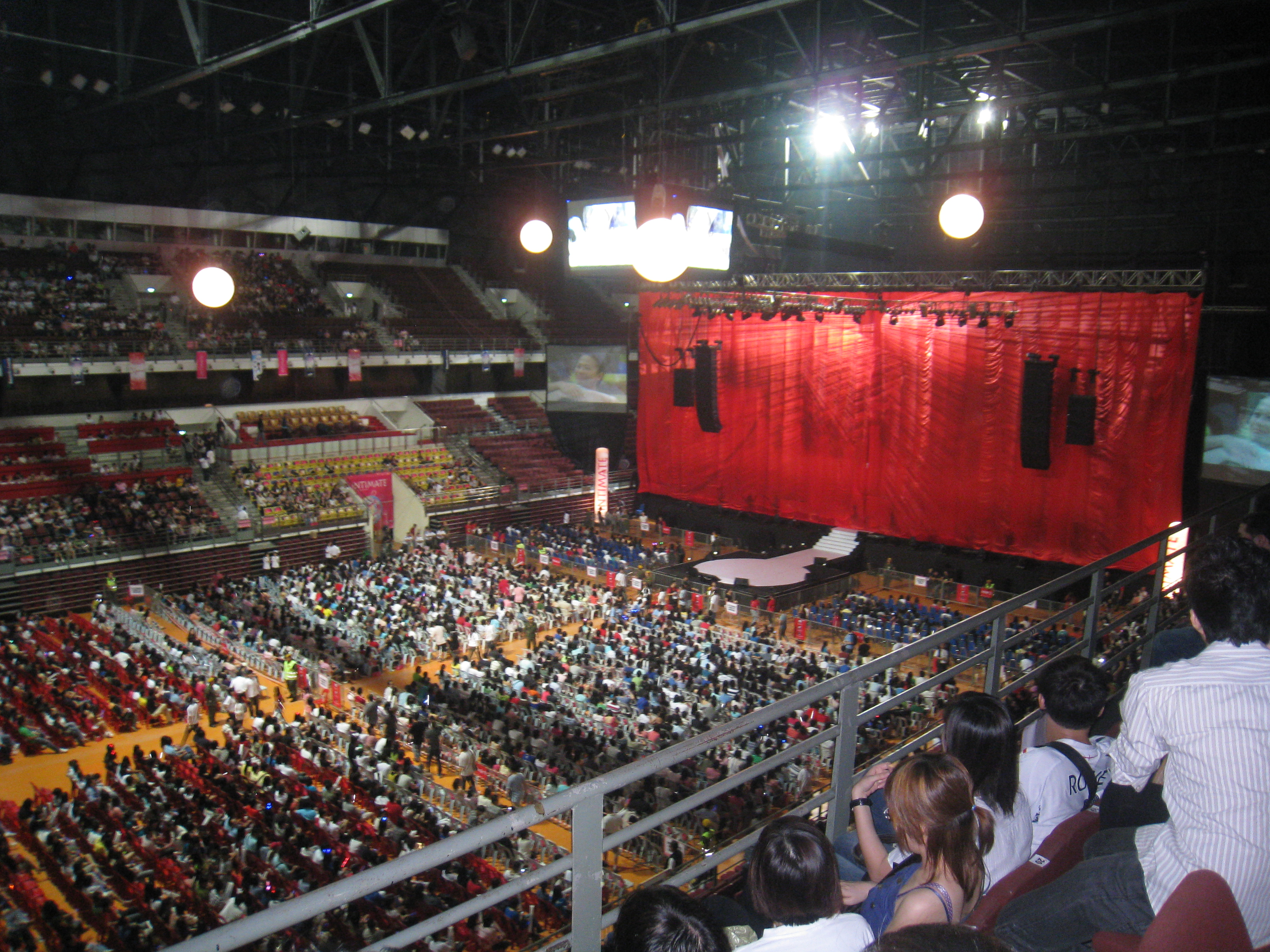
Stadium Putra

Das Stadium Putra ist eine Mehrzweckhalle im malaysischen Bukit Jalil.

## Daten
Die Halle befindet sich im Nationalen Sportkomplex in Bukit Jalil 20 Kilometer südlich von Kuala Lumpur. Mit dem Bau des gesamten Komplexes wurde 1992 begonnen, um dort die Commonwealth Games 1998 durchführen zu können. Die offizielle Eröffnung erfolgte am 11. Juli 1998 durch den malaysischen Premierminister Mahathir bin Mohamad. Das Stadium Putra hat eine maximale Kapazität von 16.000 Sitzplätzen. In den Büroräumen der Arena hat seit 2006 die Badminton World Federation ihren Sitz.